# Morne Rose
Morne Rose är ett berg i Martinique.  Det ligger i den västra delen av Martinique, 9 km nordväst om huvudstaden Fort-de-France. Toppen på Morne Rose är 578 meter över havet.